# Луиз Ердрич
Карен Луиз Ердрич (енгл. Karen Louise Erdrich, Литл Фолс, Минесота, 7. јун 1954) је америчка ауторка романа, поезије и књига за децу са ликовима Индијанаца и њиховим окружењима. Она је уписани члан групе Индијанаца Чипева на планини Корњача, федерално признатог племена народа Оџибве.
Ердрич је надалеко позната као један од најзначајнијих писаца другог таласа ренесансе Индијанаца. Написала је укупно 28 књига, укључујући белетристику, публицистику, поезију и књиге за децу. Године 2009. њен роман The Plague of Doves (Куга голубова) био је финалиста Пулицерове награде за фикцију и добио је Anisfield-Wolf Book Award. У новембру 2012. године добила је Националну награду за књижевност за роман The Round House (Округла кућа). Добитница је Алексових награда 2013. Награђена је наградом Конгресне библиотеке за америчку фикцију на Националном фестивалу књиге у септембру 2015. Године 2021. награђена је Пулицеровом наградом за фикцију за роман The Night Watchman (Ноћни чувар).
Била је удата за писца Мајкла Дориса и њих двоје су сарађивали на бројним радовима. Пар се раздвојио 1995. године.
Такође је власница Birchbark Books, мале независне књижаре у Минеаполису која се фокусира на књижевност Индијанаца и домородну заједницу у градовима близанцима.

## Лични живот
Ердрич је рођена 7. јуна 1954. у Литл Фолсу у Минесоти. Била је најстарија од седморо деце чији су родитељи Ралф Ердрич, Американац немачког порекла, и Рита (рођена Гурно), жена из Чипева (пола Ојибве и пола француске крви). Оба родитеља су предавала у интернату у Вопитну, Северна Дакота, који је основао Биро за индијска питања. Ердричов деда по мајци, Патрик Гоурнеау, служио је као председник племена за федерално признато племе Индијанаца Чипева са планине Корњаче . Иако није одрасла у резервату, тамо је често посећивала рођаке. Одгајана је „са свим прихваћеним истинама“ католицизма.
Док је Ердрич била дете, отац јој је плаћао новчић за сваку причу коју је написала. Њена сестра Хајди постала је песникиња и такође живи у Минесоти; објављује под именом Хеид Е. Ердрич. Друга сестра, Лизе Ердрич, написала је књиге за децу и збирке белетристике и есеја.
Ердрич је похађала Колеџ Дартмут од 1972. до 1976. Била је део прве класе жена примљених на колеџ и дипломирала енглески језик. Током своје прве године, Ердрич је упознала Мајкла Дориса, антрополога, писца и тадашњег директора новог програма за америчке студије. Док је похађала Дорисов час, почела је да истражује своје порекло, што ју је инспирисало да из њега црпи за свој књижевни рад, као што су песме, кратке приче и романи. За то време радила је као спасилац, конобарица, истраживач за филмове  и као уредница у новинама Бостонског индијског савета The Circle.
Године 1978. Ердрич се уписала на магистарски програм на Универзитету Џон Хопкинс у Балтимору, Мериленд. Магистрирала је на семинарима за писање 1979. Ердрич је касније објавила неке од песама и прича које је написала док је била на мастер програму. Вратила се у Дартмут као резиденцијални писац.
Након што је дипломирала у Дартмуту, Ердрич је остала у контакту са Мајклом Дорисом. Присуствовао је једном од њених читања поезије, био је импресиониран њеним радом и развио интересовање за рад са њом. Иако су Ердрич и Дорис били на две различите стране света, Ердрич у Бостону и Дорис на Новом Зеланду ради теренског истраживања, њих двоје су почели да сарађују на кратким причама.
Књижевно партнерство пара довело их је до романтичне везе. Венчали су се 1981. и подигли троје деце које је Дорис усвојио као самохрани родитељ (Рејнолд Абел, Медлин и Сава  ) и троје биолошке деце заједно (Персија, Паласа и Аза Мерион  ). Рејнолд Абел је патио од феталног алкохолног синдрома и 1991. године, са 23 године, погинуо је када га је ударио аутомобил. Њихов син Сава је 1995. оптужио Дориса да је починио злостављање деце; 1997. године, након Дорисове смрти, његова усвојена ћерка Медлин је тврдила да ју је Дорис сексуално злостављао, а да је Ердрич занемарила да заустави злостављање.
Дорис и Ердрич су се раздвојили 1995. године, а Дорис је извршио самоубиство 1997. године. У тестаменту је изоставио Ердрич и њихову усвојену децу Саву и Медлин.
Године 2001, са 47 година, Ердрич је родила ћерку Азуре, чији је отац био Индијанац, којег Ердрич одбија да јавно идентификује. Она говори о својој трудноћи са Азуре и Азуриним оцем, у својој публицистичкој књизи из 2003. Books and Islands in Ojibwe Country (Књиге и острва у земљи Оџибве). Она користи име "Tobasonakwut" да се односи на њега. Описан је као традиционални исцелитељ и учитељ, који је осамнаест година старији од Ердрич и који је ожењен. У бројним публикацијама, Тобасонаквут Кинев, који је умро 2012, помиње се као Ердричов партнер и отац Азура.
На питање у интервјуу да ли је писање за њу усамљен живот, Ердрич је одговорила: „Чудно, мислим да јесте. Окружена сам обиљем породице и пријатеља, а ипак сам сама са писањем. И то је савршено“. Ердрич живи у Минеаполису.

## Рад
Године 1979. написала је The World's Greatest Fisherman (Највећи рибар на свету), кратку причу о Џун Кешпау, разведеној жени Оџибве чија је смрт услед хипотермије довела њене рођаке кући у измишљени резерват Северне Дакоте на њену сахрану. Ово је написала док је била „забарикадирана у кухињи“. На наговор свог мужа, она га је 1982. године пријавила на конкурс за кратку белетристику Нелсон Алгрен, за шта је добила награду од 5.000 долара, и на крају је постало прво поглавље њеног дебитантског романа, Love Medicine (Љубавна медицина), који је објавио Холт, Рајнхарт и Винстон 1984.
„Када сам сазнала за награду, живела сам на фарми у Њу Хемпширу у близини колеџа који сам похађала“, рекла је Ердрич у једном интервјуу. „Умало сам била шворц и возила ауто са ћелавим гумама. Мајка ми је плела џемпере, а све остало сам куповала у продавницама...Признање ме је запањило. Касније сам се спријатељила са Студсом Теркелом и Кеј Бојл, судијама, према којима осећам доживотну захвалност. Ова награда је направила огромну разлику у мом животу." 
Love Medicine је 1984. освојила награду Националног круга критичара књиге. То је једини дебитантски роман који је икада добио ту част. Ердрич је касније претворила Love Medicine у тетралогију која укључује The Beet Queen (Краљицу репе) (1986), Tracks (Стазе) (1988) и The Bingo Palace (Палату Бинго) (1994). Такође је представљен на Националном напредном тесту за књижевност.
У раним годинама њиховог брака, Ердрич и Мајкл Дорис су често сарађивали на свом послу, говорећи да су заједно исцртали књиге, „разговарали о њима пре него што се било шта пише, а онда делимо скоро сваки дан, шта год да смо написали" али "особа чије је име у књигама је она која је урадила већину примарног писањаЋ. Почели су са "домаћим, романтичним стварима" објављеним под заједничким псеудонимом "Milou North" (Мајкл + Луиз + где живе).
Током објављивања Love Medicine, Ердрич је написала своју прву збирку песама, Jacklight (1984), која истиче борбу између домородаца и недомородаца, као и слављење породице, родбинских веза, аутобиографских медитација, монолога и љубавне поезије. Она укључује елементе оџибве митова и легенди. Ердрич наставља да пише песме, које су укључене у њене збирке.
Ердрич је најпознатија као романописац и објавила је десетак награђиваних и најпродаванијих романа. She followed Love Medicine with The Beet Queen (1986), which continued her technique of using multiple narrators Пратила је Love Medicine са The Beet Queen (1986), која је наставила њену технику коришћења вишеструких наратора  и проширила измишљени резерватни универзум Love Medicine на оближњи град Аргус у Северној Дакоти. Радња романа одвија се углавном пре Другог светског рата. Лесли Мармон Силко је оптужила Ердричову The Beet Queen да се више бави постмодерном техником него политичким борбама домородаца.
Tracks (Трагови) (1988) сежу до почетка 20. века при формирању резервата. Уводи варалицу Нанапуша, који дугује јасан дуг Оџибве фигури Нанабожоу. Tracks показују ране сукобе између традиционалних начина и Римокатоличке цркве. Bingo Palace (1994), смештена у 1980-те, описује ефекте казина и фабрике на заједницу резервација. Tales of Burning Love (Приче о горућој љубави) (1997) завршавају причу о сестри Леополди, лику који се понавља из свих претходних књига, и уводи нови скуп европско-америчких људи у универзум резервата.
The Antelope Wife (Жена Антилопа) (1998), Ердричин први роман након развода од Дорис, био је први њен роман који је смештен ван континуитета претходних књига. Ердрич је у великој мери ревидирала књигу 2009. и објавила ревизију као The Antelope Woman 2016.
Након тога се вратила у резерват и оближње градове. Од 1998. године објавила је пет романа који се баве догађајима у тој фикционалној области. Међу њима су The Last Report on the Miracles at Little No Horse (Последњи извештај о чудима код Литтле Но Хорсе-а) (2001) и The Master Butchers Singing Club (Певачки клуб мајстора месара) (2003). Оба романа имају географске и карактерне везе са The Beet Queen. Године 2009. Ердрич је био финалиста Пулицерове награде за The Plague of Doves (Кугу голубова)  и финалиста Националне награде за књигу за The Last Report on the Miracles at Little No Horse (Последњи извештај о чудима код Литле Но Хорса). A Plague of Doves се фокусира на историјски линч четворице домородаца погрешно оптужених за убиство беле породице и ефекат ове неправде на садашње генерације. Њен роман The Night Watchman (Ноћни чувар)  (2020) који је освојио Пулицерову награду односи се на кампању за поништавање 'закона о раскиду уговора' (који је увео сенатор Артур Вивијан Воткинс), а Ердрич је признала да су њени извори и инспирација били живот њеног деде по мајци. Њен најновији роман, The Sentence (Реченица), говори о измишљеној причи о прогонству у Ердричовој књижари у Минеаполису, смештеној у позадини пандемије КОВИД-19, убиства Џорџа Флојда и протеста који су уследили.
Такође пише за млађу публику; има дечју сликовницу Grandmother's Pigeon (Бакин голуб) а њена књига за децу The Birchbark House, била је финалиста Националне награде за књигу. Наставила је серијал са The Game of Silence (Игром тишине), добитницом награде Скот О'Дел за историјску фикцију; иThe Porcupine Year.

### Документарна литература и настава
Поред белетристике и поезије, Ердрич је објављивала и публицистику. The Blue Jay's Dance (Плес плаве сојке) (1995) говори о њеној трудноћи и рођењу њеног трећег детета. Books and Islands in Ojibwe Country (Књиге и острва у земљи Оџибве) (2003) прати њена путовања по северној Минесоти и језерима Онтарија након рођења њене најмлађе ћерке.

### Утицај и стил
Њено наслеђе од оба родитеља је утицло на њен живот и истакнуто у њеном раду. Иако многа Ердричових дела истражују њено индијанско наслеђе, њен роман The Master Butchers Singing Club (2003) представља европску, посебно немачку, страну њеног порекла. Роман укључује приче о ветерану немачке војске из Првог светског рата и смештен је у мали град у Северној Дакоти. Роман је био финалиста Националне награде за књигу.
Ердричова испреплетена серија романа упоредива су са романима о Јокнапатафу, имагинарном округу, Вилијама Фокнера. Као и Фокнеров, Ердричови узастопни романи створили су више наратива у истој измишљеној области и комбиновали су таписерију локалне историје са актуелним темама и модерном свешћу.

## Књижара Birchbark
У Ердричовој књижари се одржавају књижевна читања и други догађаји. Њена нова дела се читају овде, а догађаји прослављају дела и каријере других писаца, посебно домаћих завичајних писаца. Ердрич и њено особље сматрају Birchbark Books „књижаром за подучавање“. Поред књига, продавница продаје домородну уметност и традиционалне лекове, као и накит Индијанаца. Wiigwaas Press, мали непрофитни издавач који су основале Ердрич и њена сестра, повезан је са радњом.

## Награде
- 1975 - Награда Америчке академије песника.[15]
- 1980 - MacDowell Fellowship.[48]
- 1983 - Pushcart награда за поезију.[49]
- 1984 - Национална награда круга књижевних критичара за фикцију, за Love Medicine (Љубавну медицину).[27]
- 1984 - Награда Су Кауфман за најбољи први роман, за Love Medicine.[10]
- 1984 - Књижевна награда Вирџиније Мекормик Скали за најбољу књигу која се бави Индијанцима или Чиканосима.[10]
- Књижна награда Los Angeles Times 1985.[14]
- 1985 - Гугенхајмова стипендија за креативну уметност.[50]
- 1987 - Награда О. Хенрија, за кратку причу "Fleur" (објављена у Esquire, август 1986) [51]
- 1999 - Светска награда за фантазију, за The Antelope Wife (Жену антилопу) [52]
- 2000 - Награда за животно дело Круга домаћих писаца Америке.[53]
- 2005 - Придружени песник лауреат Северне Дакоте.[54]
- 2006 - Награда Скота О'Дела за историјску фантастику, за дечију књигу The Game of Silence (Игра тишине).[55]
- 2007 - Почасни докторат Универзитета Северне Дакоте ; Ердрич је одбила због њеног противљења универзитетској маскоти за борбу против Сијукса у Северној Дакоти.[56]
- 2009 - Почасни докторат (доктор књижевности) са Колеџ Дартмут-а.[57][58]
- 2009 - Kenyon Review награда за књижевно достигнуће.[59]
- 2009 - Anisfield-Wolf Book Award, за Plague of Doves.[60]
- 2012 - Национална књижевна награда за фикцију за The Round House.[61][62]
- 2013 - Rough Rider Award.[63]
- 2013 - Награда Скота О'Дела за историјску фикцију за Chickadee.
- 2014 - Дејтонска награда за књижевни мир, награда за истакнута достигнућа Richard C. Holbrooke.[64]
- 2014 - Награда ПЕН/Сол Белоу за достигнућа у америчкој фантастици.[65]
- 2015 - Награда Конгресне библиотеке за америчку фикцију.[5]
- 2016 - Национална награда круга књижевних критичара за фикцију, за LaRose.[66]
- 2021 - Пулицерова награда за фикцију, за The Night Watchman (Ноћни чувар).[67][68]
- 2022 - Бересфорд награда за значајан допринос унапређењу и бризи о уметницима у друштву.[69]
- 2023 - Prix Femina étrange за The Sentence (Реченицу) (његов француски превод La Sentence).[70]